# Braxton Family Christmas
Braxton Family Christmas è il secondo album in studio (il primo natalizio) del gruppo musicale femminile statunitense The Braxtons, pubblicato nel 2015.

## Tracce
1. This Christmas – 3:19 (Donny Hathaway, Nadine McKinnor)
2. Every Day Is Christmas – 3:06 (Toni Braxton, Kenneth "Babyface" Edmonds, Antonio Dixon, Leon Thomas III, Khristopher Riddick-Tynes)
3. Mary, Did You Know? – 3:52 (Mark Lowry, Buddy Greene)
4. O' Holy Night (A cappella) – 2:56 (Adolphe Adam)
5. Last Christmas – 4:21 (George Michael)
6. Blessed New Year – 2:04 (Toni Braxton, Antonio Dixon, Harold Lilly)
7. Under My Christmas Tree (feat. Michael Braxton) – 2:29 (Michael Braxton)
8. This Christmas (Braxton Family Version) – 3:27 (Donny Hathaway, Nadine McKinnor)

## Formazione
- Toni Braxton
- Traci Braxton
- Towanda Braxton
- Trina Braxton
- Tamar Braxton